# Doctor’s Darling
Doctor’s Darling ist ein Riddim, der sowohl Elemente des Roots-Reggae als auch des Dancehall beinhaltet. Er basiert auf dem „Night Nurse Riddim“.
Namhafte Reggae- und Dancehall-Künstler wie Dr. Ring-Ding (Doctor’s Darling), Luciano (Stay Away), Capleton (Bun Dem Every Day) und Junior Kelly (Korruption) sangen bereits auf diesem Instrumental. Weitere Künstler waren Sizzla (Pure Love), Michael Rose, Nosliw (Nur dabei), Turbulence (Life is not a game), General Degree (It no matter), Marcelo Araújo Alves (Verliebt in der falsches Mädchen) und Marika (Siła ognia).
„Waterpumpee“ ist die Version, die Seeed zusammen mit Anthony B auf ihren eigenen Riddim sangen.
Ein sehr großer Erfolg war dieser Riddim vor allem durch Tanya Stephens’ It’s a pity, das es in vielen Ländern auf den ersten Platz der Reggae-Charts schaffte. Nicht zuletzt dadurch erlangte Seeed durch diesen Riddim internationale Bekanntheit und Anerkennung.
Erschienen sind diese Versionen auf einer One-Riddim-Compilation unter dem Namen Doctor’s Darling – Riddim Driven.

## Produktion
Dieser Riddim ist von Seeed eingespielt und programmiert. Dabei wurde das Schlagzeug zuerst eingespielt, geloopt bzw. getriggert und die Große Kickdrum (Bassdrum) durch eine Samplekick ersetzt. Die ursprünglich durchgängige Hihat wurde akustisch belassen, allerdings wurden einige Loops herausgenommen.